# 社会主义平等党 (澳大利亚)
社会主义平等党（英語：Socialist Equality Party，缩写为SEP）是澳大利亚的一个托洛茨基主义政党。该党成立于2010年，前身是社会主义劳工联盟。该党是一个在澳大利亚选举委员会注册过的政党，参与所有层次的公职选举。该党是第四国际国际委员会的支部。